# Green eMotion
Green eMotion er et fireårigt EU-projekt, som har til formål at fremme eldreven transport i Europa. Projektet består af 42 partnere fra industrien, energibranchen, elbiloperatører, kommuner, universiteter og forskningsinstitutioner. Green eMotion blev officielt indledt i Bruxelles 31. marts 2011 og afsluttes 1. marts 2015.